# 41 Grad Liebe
41 Grad Liebe (Originaltitel: Carry On Nurse) ist als zweiter Film aus der Carry-On-Filmreihe eine Parodie auf Krankenhaus-Filme.

## Handlung
Der „alltägliche“ Wahnsinn im Haven Hospital. Das Krankenhaus wird mit eiserner Hand von der Oberschwester geführt, die Patienten, Ärzte und Schwestern im Griff hat. Doch dieses Mal gibt es eine Menge verrückter Patienten auf der Männerstation, die dem Personal das Leben schwer machen: Bernie Bishop, ein verklemmter Boxer, Oliver Reckitt, ein Bücherwurm, Hinton, der die ganze Zeit giggelnd Radio hört und nicht zuletzt der verrückte General, der alle Schwestern auf Trab hält. Als es zu einer Romanze zwischen einem der wenigen normalen Patienten, Ted York, und der hübschen Lernschwester Dorothy Denton kommt, werden damit die strengen moralischen Regeln der Oberschwester gebrochen. Als die Oberschwester hier mit eiserner Hand durchgreifen will, kommt es zum Aufstand der Patienten, der die Oberschwester dazu zwingt, dem jungen Glück nicht weiter im Wege zu stehen.

## Produktion
Ab dem zweiten Film der Carry-On-Reihe wurden den Darstellern feste Rollen zugewiesen, die sie in den folgenden Filmen oftmals variierten. Viele der typischen Schauspieler der Reihe sind hier zu sehen. Regisseur Gerald Thomas folgt mit 41 Grad Liebe zum ersten Mal seinem erfolgreichen Bruder Ralph Thomas (Doktor-Filmreihe) ins Genre der Medizinfilme, die in dieser Reihe noch zwei weitere Male parodiert werden sollten (Das total verrückte Krankenhaus und Das total verrückte Irrenhaus).

## Kritiken
„Die Männerabteilung eines fidelen britischen Krankenhauses als Kulisse für eine Folge von naiven Situationsgrotesken. Es treten auf: ein kußfreudiger Reporter; ein General mit Spleen; ein hochstapelnder Bauarbeiter; ein nervöser Kinderreicher; ein ängstlicher Boxer; ein peinlich femininer Musiknarr; ein blasierter Intellektuellen-Trottel usw. Entweder huschen die Herren nackt und kichernd durch die Gänge, verkleiden sich als Schwestern, benutzen Toilettenpapier als Luftschlangen oder versuchen, nach Sektgenuß, im Operationssaal ihrem Stationskameraden einen Fuß zu amputieren.“